# Tiszavasvári
Tiszavasvári est une ville et une commune du comitat de Szabolcs-Szatmár-Bereg en Hongrie.La ville est actuellement très connue en Hongrie pour avoir élu un maire en 2010 ultranationaliste du jobbik avec 53 % des voix.